# Magiari
I magiari o ungari sono un gruppo etnico e linguistico di origine ugrica: in questo senso il termine può essere sinonimo di ungheresi; quest'ultimo termine è usato per periodi storici successivi alla creazione dello stato ungherese e quindi anche per l'attuale popolazione europea.
Ungari e magiari sono termini usati principalmente in contesto storico (soprattutto per le epoche precedenti al X secolo d.C.), dai linguisti e per indicare l'etnia ungherese indipendentemente dalla cittadinanza. "Magyar" è semplicemente la parola ungherese che significa "ungherese".
In origine i Magiari erano solo una (la principale) delle sette tribù ungare che conquistarono l'attuale Ungheria nell'896 e da cui discendono gli attuali ungheresi; da qui il nome si è esteso a tutto il popolo.

## Storia

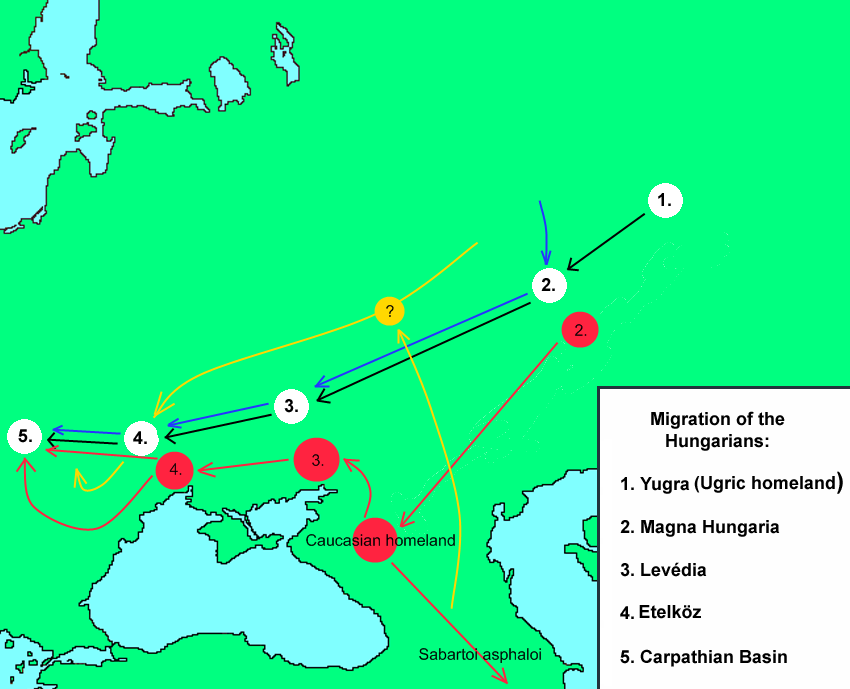
Le migrazioni degli ungari

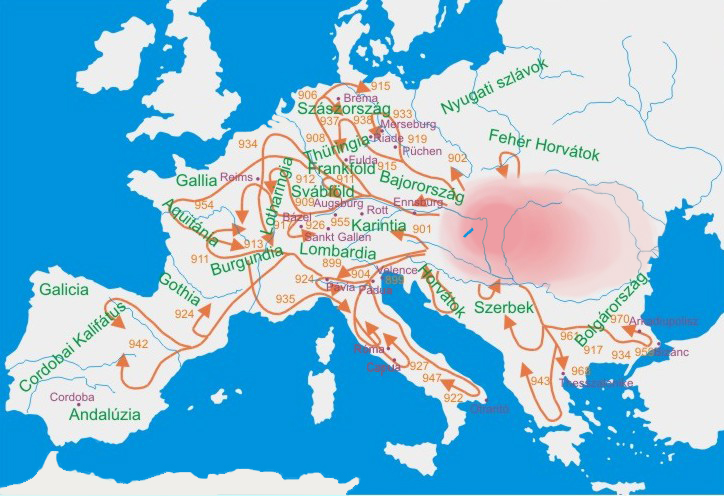
Incursioni ungare nel X secolo. L'invocazione «De sagittis Hungarorum libera nos, Domine!» risale a questo periodo

Dapprima si procurò il sostentamento con la caccia e la pesca, ma poi prese a fare continue incursioni e scorrerie.
In queste incursioni ha sterminato migliaia di persone con le frecce, scoccate dagli archi con tanta abilità che è difficilissimo schivarle. Non vivono come uomini, ma come bestie. A quel che si dice, mangiano carni crude, bevono sangue, fanno a pezzi e poi mangiano il cuore dei prigionieri, non conoscono pietà.»
(Reginone di Prüm, adattato)
Dopo che le popolazioni ungare si spostarono in tre zone successive, prima da Jugra (la mitica terra d'origine degli Ungari, a ridosso degli Urali centrali) alla Magna Hungaria, da qui alla Levédia e poi ad Etelköz (dove furono condotte da Álmos), il condottiero dei Magiari Árpád (figlio di Álmos), secondo la tradizione, guidò gli Ungari da Etelköz al bacino dei Carpazi e più precisamente nella pianura del Danubio medio e nella Pannonia, nell'896. Gli Ungari erano una popolazione etnicamente affine ad altre originarie delle steppe dell'Asia centrale quali Unni, Bulgari e Avari. Occuparono la Pannonia, lasciata libera dopo la distruzione degli Avari sotto il regno di Carlo Magno all'inizio del IX secolo.
Alla fine del IX secolo e nel X secolo razziarono in molte zone l'Impero carolingio (vedasi la Cronologia delle incursioni ungare): dapprima i margini, come in Moravia nell'894 ed in Italia settentrionale e centrale (899), dove sconfissero l'esercito del regno d'Italia nella battaglia della Brenta, arrivando fino ad assediare la capitale del regno: Pavia, poi nella Lorena e in Borgogna. Queste razzie, sebbene non fossero di grossa portata in termini di movimento di popolazioni se non in determinate zone dell'impero, erano caratterizzate da forza (abilità della cavalleria magiara) e sete di depredare i molti tesori dell'Impero mal difesi.
Molti ricchi monasteri in Europa, come anche interi villaggi, vennero saccheggiati e/o scomparvero, arrivando così a far vacillare l'impero, anche perché più o meno contemporaneamente ci furono le invasioni dei Normanni e le continue incursioni dei Saraceni.
Nel 907, il regno slavo della Grande Moravia, potentato dell'Europa centro-orientale ai confini dell'Impero carolingio, fu sconfitto e subì il definitivo collasso a causa delle nuove popolazioni, che andarono a occupare definitivamente il bacino carpatico, ma l'espansione magiara a occidente fu bloccata definitivamente dalla battaglia di Lechfeld (10 agosto 955). Nel 1001, grazie al papa Silvestro II e all'incoronazione a Re di Ungheria di Stefano I d'Ungheria (che divenne poi Santo Stefano, patrono d'Ungheria), nato come Vajk, figlio di Geza, principe e guida dei magiari, i magiari si convertirono al Cristianesimo e il nuovo Regno d'Ungheria divenne parte integrante dell'Europa.
Sin dalle proprie origini nell'XI secolo, il multietnico Regno d'Ungheria occupò la Pannonia e l'intera zona dei Carpazi. Nel XVIII secolo le minoranze etniche, quindi non magiare, nel Regno d'Ungheria arrivarono a costituire, nel complesso, fino al 62% dell'intera popolazione. Dopo la prima guerra mondiale il regno fu diviso dal Trattato del Trianon e all'Ungheria restò meno di un terzo del proprio territorio.

Animazione delle migrazioni ungare dal XII secolo a.C. all'896 d.C.

## L'origine delle parole "Ungari" e "Magiari"
Circa l'origine della parola "Ungheria" (dal latino Hungaria), è opinione diffusa, ma poco attendibile, che essa derivi dal nome di una popolazione seminomade, gli Unni, che furono circa 400 anni prima in Pannonia e che avrebbero avuto alcune similitudini con lo stile di vita e il modo di guerreggiare dei Magiari. In passato, infatti, era molto diffusa nella storia e nella letteratura l'erronea identificazione degli Unni con gli Ungari.
Altri invece pensano che il nome derivi da Ungur o Onogur, che nelle lingue turche, come in proto-bulgaro o in turco, significa dieci frecce ovvero dieci tribù. Gli Onogur (da cui "Ungari"), quindi, erano tutte e dieci le tribù. Infatti, secondo alcuni storici, questo nome deriverebbe da un'alleanza tra dieci tribù ungare e turco-avaro-bulgare. Secondo lo storico Gyula László, questa denominazione dimostrerebbe il carattere "turco" dell'élite che governava gli ungari, ovvero il fatto che il territorio occupato dagli ungari fosse già abitato da popolazioni magiaro-turco-bulgare denominate onogur. Gli "ungari", quindi, sarebbero i popoli sotto il dominio di tribù magiare, turche e bulgare. Questa teoria detta della "doppia conquista della patria" (da parte di turchi e di magiari, cioè), dopo una certa fama durante i primi decenni del '900 (in relazione alla diffusione di panturchismo e turanismo) e anche durante il regime socialista, è stata notevolmente ridimensionata e quindi rigettata dagli studi più recenti.
Da non trascurare è pure il fatto che la terra d'origine degli Ungari nelle steppe si chiami, nelle lingue locali (e non in ungherese), Jugra (corrispondente all'omonima regione siberiana), parola che con evidenza contiene la stessa radice di "ungari" o "ugri". "Ungheria", quindi, verrebbe da "Jugra" passando per il latino "Hungaria".
Secondo il linguista e storico András Róna-Tas, che nel 1984 ipotizzò che gli antichi Ungheresi fossero un popolo ugrofinnico di costumi turchi, la parola magyar sarebbe di origine ugrofinnica e consisterebbe di due parti: magy- (da mans, come nel nome del popolo dei Mansi o Voguli, oggi stabilitisi nella Siberia occidentale, e in Mos, nome di uno dei due gruppi principali in cui si dividono gli Ostiacchi) e -er, "uomo, creatura", usato per denominare un altro gruppo uralico. Dall'unione di queste due parole si sarebbe quindi formato manser > magyer (forma priva di armonia vocalica attestata fino al XIII secolo) > magyar.
Secondo la mitologia ugrica il popolo magiaro deriverebbe da due mitici gemelli: Hunor e Magor. Come è facile notare, i due nomi contengono la radice l'uno di Ungaro (ma anche di unno) e l'altro di Magiaro.
Nomi come quelli dei sovrani unni "Attila" e "Ildikó" (abbreviazione del nome dell'ultima moglie di Attila, la gota Crimilde) sono comuni tra gli ungheresi di oggi, sebbene siano di origine germanica.  Stando alla testimonianza dell’ungherese fra’ Giuliano, che viaggiò attraverso la Bulgaria del Volga nel XIII secolo, nel limitrofo territorio dell’attuale Baschiria si trovavano ancora comunità magiarofone, ossia i discendenti di quella parte dei Magiari che non intrapresero il viaggio verso Occidente. Comunità che di lì a poco sarebbe stata spazzata via dall'avanzata mongola.

## Studi genetici
Uno studio genetico pubblicato su PLOS ONE nell'ottobre 2018 ha esaminato il DNA mitocondriale di individui provenienti da tombe del X secolo associate ai conquistatori ungari del bacino. La maggioranza dei loro lignaggi materni è ricondotta alle culture Potapovka, Srubna e Poltavka della steppa pontico-caspica, mentre un terzo delle ascendenze materne potrebbe essere ricondotto all'Asia interna, probabilmente agli Sciti asiatici e agli Xiongnu (affiliati agli Unni). Il DNA mitocondriale dei conquistatori è risultato ancor più strettamente correlato agli antenati Onoguri-Bulgari dei Tatari del Volga. I conquistatori non mostravano relazioni genetiche significative con locutori di altre lingue ugrofinniche. Lo studio ha lasciato dedurre che i conquistatori non avessero contribuito in modo significativo al pool genico dei moderni magiari.
Nel novembre 2019, una ricerca i cui risultati sono stati poi esposti su Scientific Reports ha esaminato i resti di 29 conquistatori ungari del bacino carpatico, i quali palesavano perlopiù un cromosoma Y di origine eurasiatica occidentale. La quantità maggiore di ascendenza paterna eurasiatica occidentale rispetto a quella materna eurasiatica occidentale resta un altro dato da segnalare; tra le popolazioni moderne, la loro discendenza paterna era la più simile ai baschiri. È interessante notare la presenza dell'aplogruppo I2a1a2b in diversi comandanti di rango particolarmente elevato, una componente di origine europea particolarmente diffusa tra gli Slavi meridionali. È stata osservata un'ampia varietà di fenotipo, con diversi individui con capelli biondi e occhi azzurri. Lo studio ha altresì analizzato tre campioni unni seppelliti nella pianura pannonica del V secolo e questi hanno mostrato somiglianze genetiche con gli Ungari insediatisi in epoca altomedievale. A quanto si desume, i conquistatori ungari dovettero essere un gruppo eterogeneo assemblatosi nel corso dei secoli con l'inclusione di elementi europei, asiatici ed eurasiatici.
Uno studio genetico pubblicato su Archaeological and Anthropological Sciences nel gennaio 2020 ha esaminato i resti di 19 conquistatori ungari di sesso maschile. Dai risultati è emerso che questi risultavano portatori di un insieme diversificato di aplogruppi e che mostravano dei legami genetici con popoli turchi, popoli finnici e slavi. Circa un terzo del totale presentava tipi di aplogruppo N3a, comune nella maggior parte dei popoli finnici e individuabile finanche in Siberia, ma raro negli ungheresi moderni. I dati suggerivano che le comunità magiare altomedievali fossero di discendenza ugrica e si esprimessero in un idioma dello stesso gruppo linguistico.
Uno studio genetico pubblicato sull'European Journal of Human Genetics nel luglio 2020 ha esaminato i resti scheletrici di un illustre discendente degli Arpadi, re Béla III d'Ungheria, e di un membro sconosciuto della stessa famiglia denominato "II/52 "/"HU52" nella Basilica Reale di Székesfehérvár. Si è scoperto che il lignaggio maschile degli Arpadi apparteneva alla subclade dell'aplogruppo del cromosoma Y R1a R-Z2125 > R-Z2123 > R-Y2632 > R-Y2633 > R-SUR51. La subclade è stata trovata anche nel confronto con le spoglie contemporanee più prossime di 48 baschiri del distretto di Burzjanskij e di Abzelilovskij della Repubblica della Baschiria nella regione Volga-Ural, più un individuo rinvenuto nella regione di Voivodina, in Serbia. Gli Arpadi e il defunto scoperto in Serbia condividono alcune caratteristiche, nello specifico la subclade di recente scoperta R-SUR51 > R-ARP. Sulla base dei dati della stima della distribuzione, dell'aspetto e della coalescenza del R-Y2633, la dinastia traccia un'antica origine legata all'Afghanistan settentrionale di circa 4500 anni fa, con una data di separazione del R-ARP dai parenti baschiri più vicini della regione del Volga e degli Urali a 2000 anni fa, mentre l'individuo sepolto in Serbia (R-UVD) discende dagli Arpadi di circa 900 anni fa. Poiché si stima che anche la separazione dell'aplogruppo N-B539 tra gli ungari e i baschiri sia avvenuta 2000 anni fa, ciò implica che gli antenati degli Ungari, degli ugrici e dei turchi lasciarono la regione degli Urali del Volga circa 2000 anni fa e iniziarono una migrazione infine culminata con l'insediamento nella pianura pannonica.

## Minoranze etniche e linguistiche

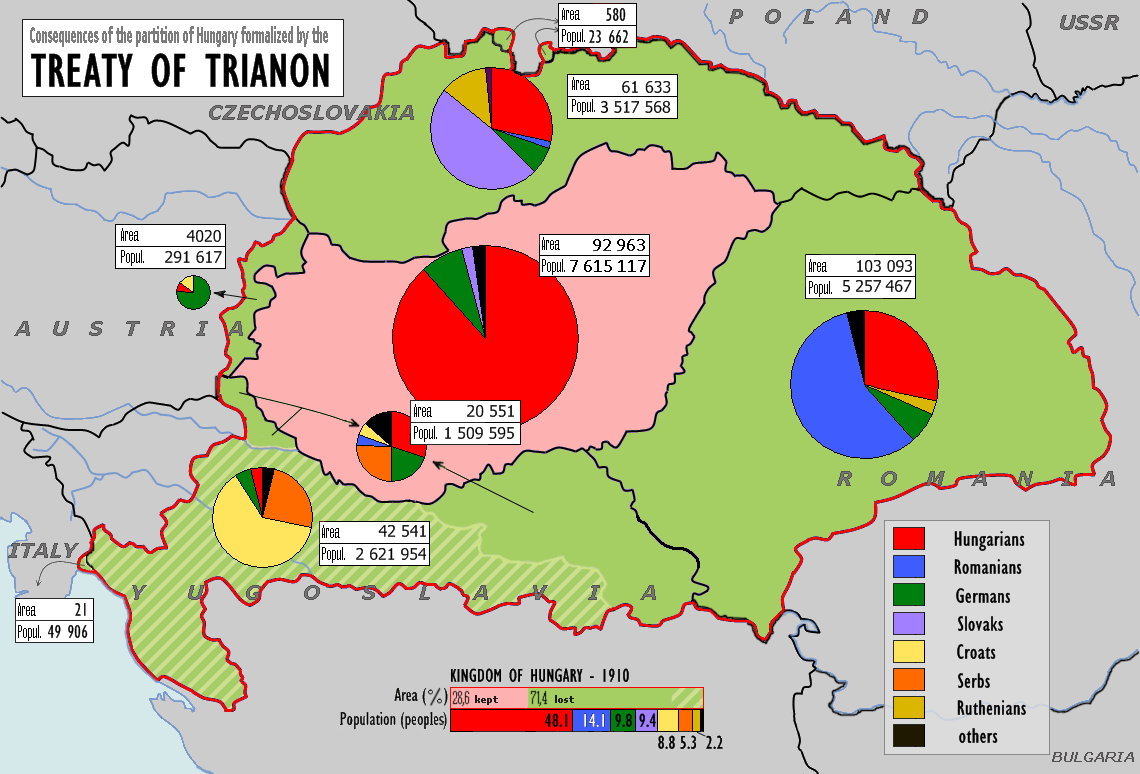
Distribuzione degli ungheresi in seguito al Trattato del Trianon del 4 giugno 1920. Circa 3 milioni di questi si trovarono a vivere nei territori ceduti dall'Ungheria.

Nel 2001 in Ungheria vi erano circa 9.416.000 magiari. I magiari sono stati il principale gruppo etnico ad aver vissuto nel territorio del Regno d'Ungheria durante il II millennio. In seguito alla sua dissoluzione causata dal Trattato del Trianon, molti magiari sono divenuti minoranze etniche di Romania (circa 1.410.000), Slovacchia (circa 521.000), Serbia (circa 294.000), Ucraina (circa 157.000), Austria (circa 41.000), Repubblica Ceca (circa 20.000), Croazia (circa 17.000) e Slovenia (circa 7.700). Inoltre forti comunità ungheresi sono presenti in molti Paesi del mondo, tra cui Stati Uniti (circa 1.500.000), Canada (circa 270.000), Israele (circa 250.000), Germania (circa 120.000) e altri Paesi dell'Europa occidentale (circa 85.000), dell'Oceania (circa 65.000), del Sud America (circa 50.000), del Nord Europa (circa 45.000), dell'Asia (circa 40.000) e dell'Africa (circa 10.000).

Minoranza ungherese in Romania (in Transilvania).
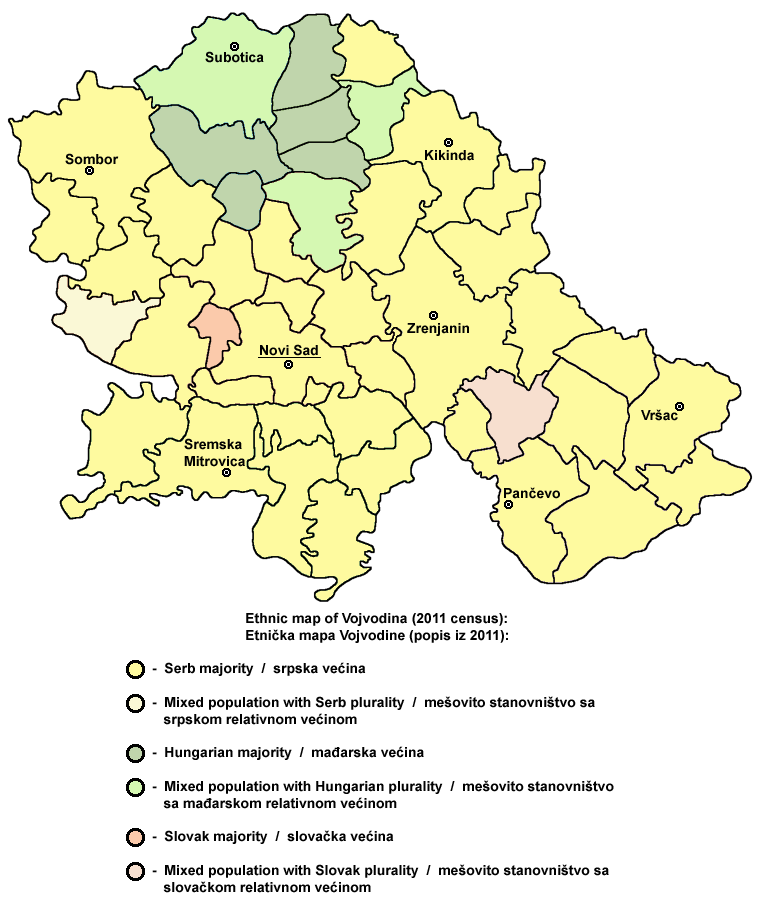
Minoranza ungherese in Serbia, nella regione della Voivodina.
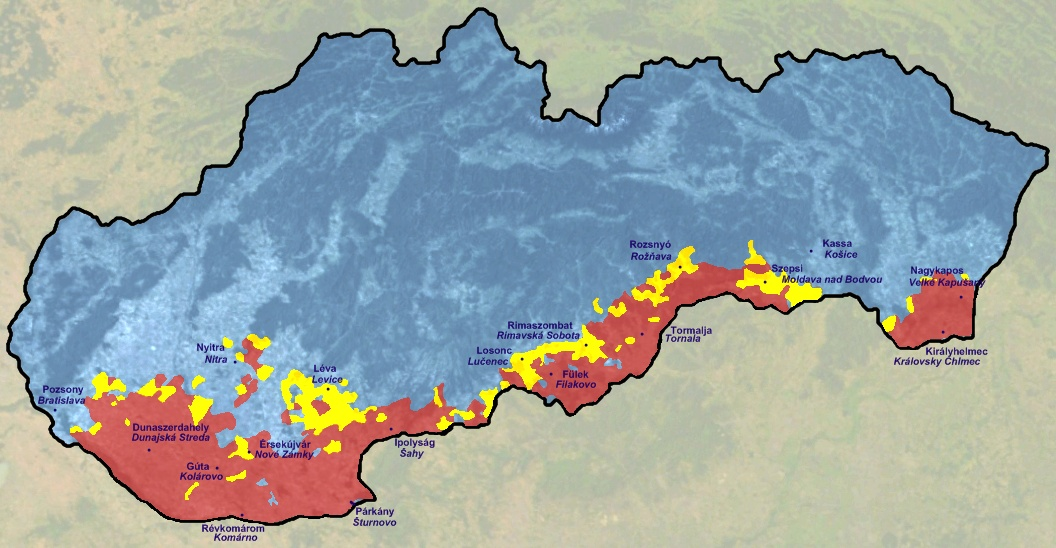
Minoranza ungherese in Slovacchia.
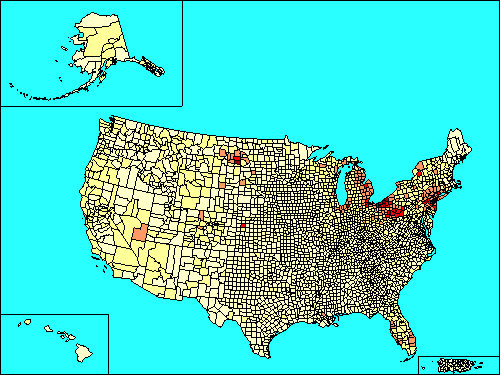
Cittadini con ascendenza ungherese negli Stati Uniti.